# 灌木牛
灌木牛（學名：Euceratherium collinum）是已滅絕的北美洲原住牛。
灌木牛是首批進入北美洲的牛科之一。牠們約於更新世早期在北美洲出現，比最早的到達的美洲野牛屬還要早。牠們最終於11500年前滅絕。
灌木牛的化石遺骸在北加利福尼亞州至墨西哥中部都有發現，最東的遠至伊利諾伊州。
灌木牛很巨型，體型介乎於美洲野牛與麝牛之間。牠們可能是吃草的，並且可能生活在山地中。

## 外部連結
- 灌木牛的圖片（页面存档备份，存于）